# Зимино (Топчихинський район)
Зи́мино (рос. Зимино) — село у складі Топчихинського району Алтайського краю, Росія. Адміністративний центр та єдиний населений пункт Зиминської сільської ради.

## Населення
Населення — 522 особи (2010; 742 у 2002).
Національний склад (станом на 2002 рік):
- росіяни — 94 %